# مانتا (بيدمونت)
مانتا هيبلدية في مقاطعة كونيو في منطقة بيدمونت الإيطالية، وتقع على بعد نحو 50 كيلومتر (31 ميل) جنوب غرب تورينو ونحو 25 كيلومتر (16 ميل) شمال كونيو.
عامل الجذب الرئيسي في مانتا هو قلعة مانتا، التي تضم مجموعة من اللوحات الثمينة التي تعود إلى القرن الخامس عشر.
تقع مانتا على حدود البلديات التالية: لانياسكو، بانيو، سالوزو، فيرزولو.

## روابط خارجية
- الموقع الرسمي